# تكافونغ تاكراتوتاتيب
تكافونغ تاكراتوتاتيب (من مواليد 17 فبراير 1979) تُعرف أيضًا باسم آن تاكراتوتاتيب، وهي سيدة أعمال متحولة جنسيًا تايلندية في مجال الإعلام وموزعة للمحتوى الرقمي في تايلاند ومقدمة برامج تلفزيونية،، والرئيس التنفيذي ورئيس مجموعة جي كي أن العالمية، وهي المالكة الحالية لمنظمات مسابقات ملكة جمال الكون وملكة جمال الولايات المتحدة وملكة جمال مراهقات الولايات المتحدة. أصبحت جاكراجوتاتيب أول امرأة متحولة جنسياً تمتلك هذه المنظمات بالكامل في تاريخها. وفقًا لمجلة فوربس، فهي ثالث أغنى شخص متحول جنسيًا في العالم، حيث تقدر ثروتها الصافية بنحو 210 مليون دولار أمريكي (6.37 مليار بات) في عام 2020.
وفقًا لبيانات عام 2020 ، تم تصنيفها على أنها المليونيرة رقم 149 في تايلاند وتعتبر المرأة المتحولة جنسيًا الأكثر ثروة في تايلاند وآسيا والمرتبة الثالثة على مستوى العالم.